# سیگیت (کارولینای شمالی)
سیگیت (به انگلیسی: Seagate) یک منطقهٔ مسکونی در ایالات متحده آمریکا است که در شهرستان نیو هانوفر، کارولینای شمالی واقع شده‌است. سیگیت ۱۰٫۷ کیلومتر مربع مساحت و ۴٬۵۹۰ نفر جمعیت دارد و ۷ متر بالاتر از سطح دریا واقع شده‌است.